# Baron Geddes

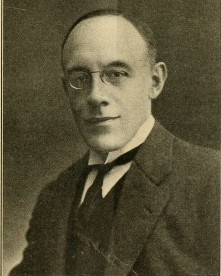
Auckland Campbell Geddes, 1. baron Geddes

Baronowie Geddes 1. kreacji (parostwo Zjednoczonego Królestwa)
- 1942–1954: Auckland Campbell Geddes, 1. baron Geddes
- 1954–1975: Ross Campbell Geddes, 2. baron Geddes
- 1975 -: Euan Michael Ross Geddes, 3. baron Geddes

Najstarszy syn 3. barona Geddes: James George Neil Geddes